# Liberale Synagoge Königsberg

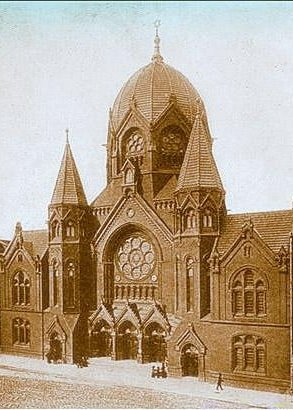
Neue Synagoge Königsberg, 1900

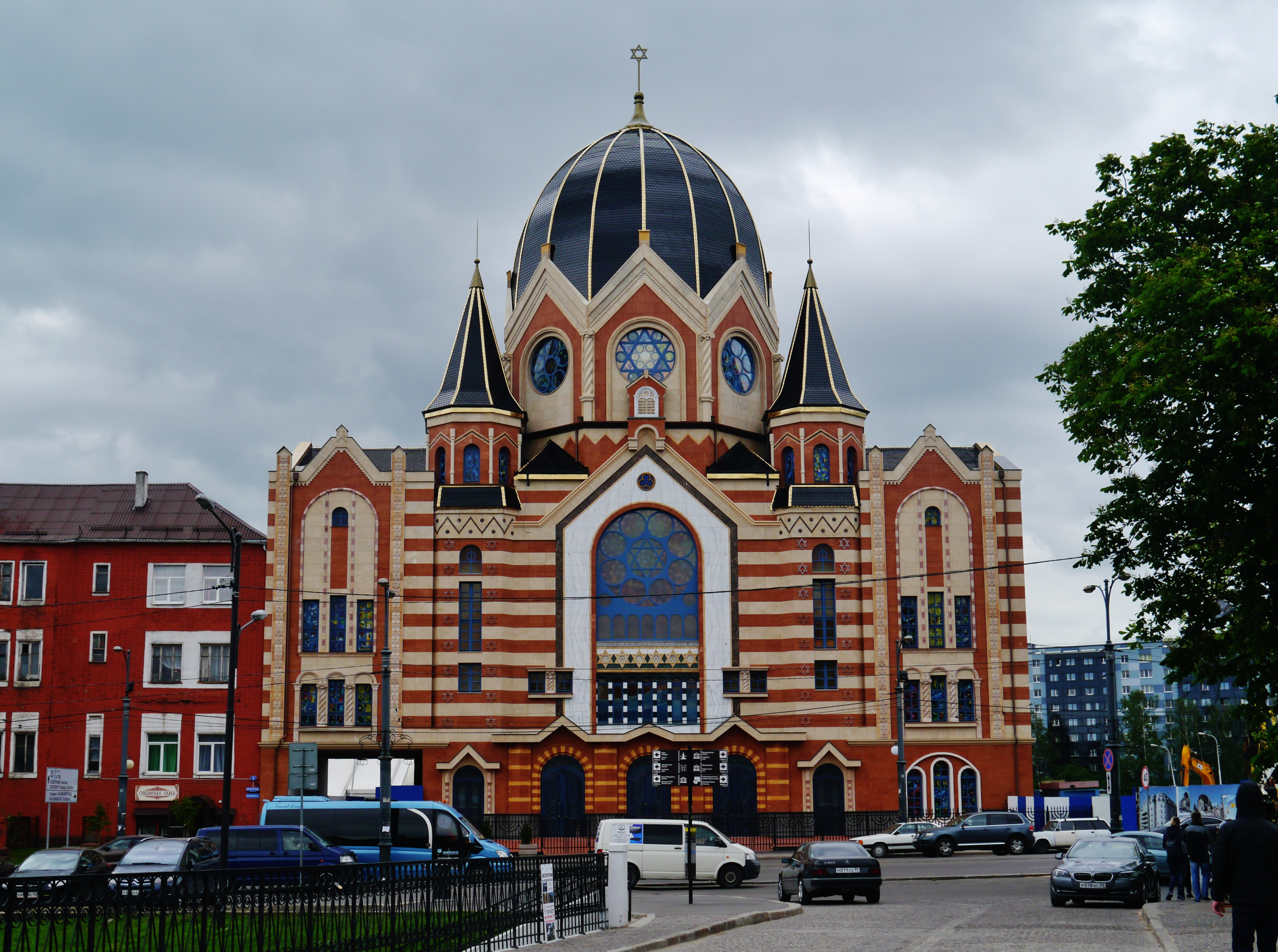
Neue Synagoge Kaliningrad, 2019

Die Neue Liberale Synagoge war eine Synagoge in Königsberg (Preußen).
Sie wurde wie die Hannoversche Synagoge und die Breslauer Synagoge im Stil des Eklektizismus und Historismus nach Vorbildern des Wormser und Aachener Doms gestaltet. Der Bau entstand nach Entwürfen des Berliner Architekturbüros Cremer & Wolffenstein, deren Entwurf im Architektenwettbewerb 1892 prämiert worden war. 2008 wurde die Rekonstruktion der 1938 zerstörten Synagoge am alten Standort beschlossen. Das neue Gebäude wurde am 8. November 2018 eingeweiht.

## Geschichte
Nach denen Berlins und Breslaus war die Jüdische Gemeinde Königsberg die drittgrößte Deutschlands. Anfang des 20. Jahrhunderts existierten in Königsberg mehrere Synagogen der liberalen, der polnischen und der chassidischen Juden. Die orthodoxe Gemeinde Adass Jisroel verfügte über einen Betraum an der Synagogenstraße.
Die größte Königsberger Synagoge war die Neue Liberale Synagoge. Sie stand an der Ostseite der Lindenstraße (heute: Oktjabrskaja-Straße), gegenüber der Honigbrücke zur Dominsel (→ Stadtplan von 1905, Planquadrat E4). Am 25. August 1896 wurde sie als dritte Synagoge in Ostpreußens Provinzialhauptstadt eingeweiht. Anwesend waren der Oberpräsident Wilhelm von Bismarck, der Oberbürgermeister Hermann Theodor Hoffmann, die Professoren Karl von Gareis und Adalbert Bezzenberger, der Stadtkommandant Eugen Keyler und der Zweite Bürgermeister Karl Brinkmann.
Das Gebäude war ein hoher überkuppelter Zentralbau nach dem Vorbild des Aachener Doms, flankiert von rundlichen Türmen wie der Wormser Dom. Die Fassade schmückte ein hohes Portal mit einer Rosette. Der Sakralraum war ausgestattet mit einer Orgel, die Max Terletzki 1896 erbaut hat und die über drei Manuale und 34 Register verfügte.
Während der Novemberpogrome 1938 wurde die Synagoge zerstört. Das angrenzende Jüdische Waisenhaus (erbaut 1904 nach Entwurf von Fritz Behrendt) ist bis heute erhalten.
Die Rekonstruktion der Neuen Synagoge war seit 2008 genehmigt und erfolgte in Anlehnung an das historische Vorbild, jedoch mit modern gestaltetem Innenraum. Ein symbolischer Grundstein wurde 2011 gesetzt. Die Synagoge wurde am 8. November 2018 in Anwesenheit hochrangiger Vertreter der Föderations- und Regionsregierung, ausländischer Diplomaten und prominenter Persönlichkeiten durch den Oberrabbiner Russlands Berel Lazar neu eröffnet. Der Staatsminister Michael Roth besuchte als Vertreter der deutschen Bundesregierung die Einweihungsfeier.

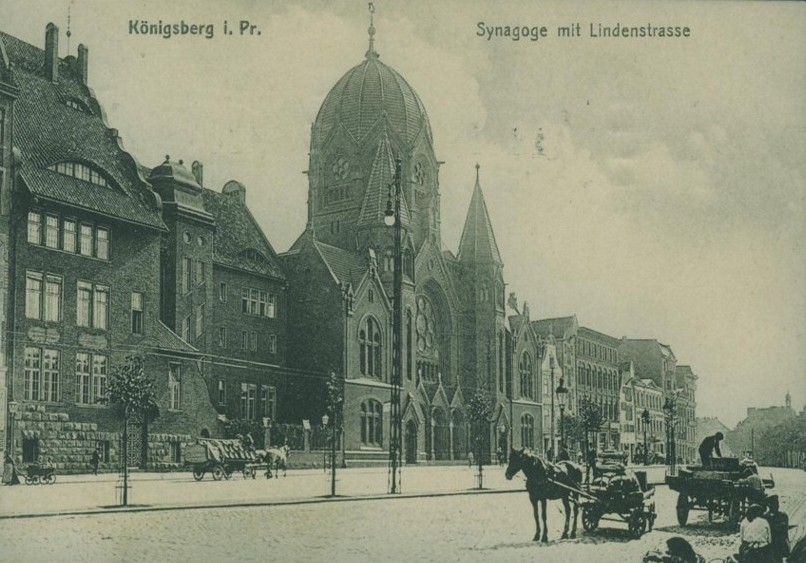
Neue Synagoge
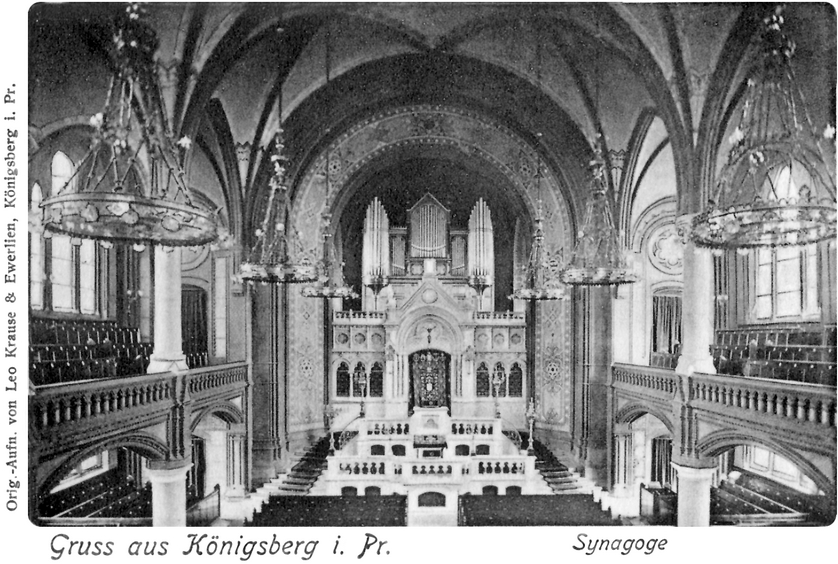
Innenraum